# Панк-рок резня
«Панк-рок резня» (англ. Punk Rock Holocaust) — американский комедийный фильм ужасов, поставленный режиссёром Дагом Закманном. При выпуске фильм рекламировался как продукт для любителей фильмов студии Трома. В течение всего фильма играет музыка в стиле панк-рок.
Премьера фильма состоялась 31 октября 2004 года. В 2008 году вышло продолжение фильма под названием «Панк-рок резня 2». Фильм снят на цифровую камеру.

## Сюжет
Летом 2003 года устраивается панк-рок фестиваль под названием «Vans Warped Tour 2003», на котором собралось множество как музыкантов, так и поклонников панк-рока. В ходе фестиваля начинаются убийства музыкантов и поклонников, причём убийц несколько. Одеты же убийцы в клетчатые платки, которые закрывают их лица, а на глазах убийц очки для езды на мотоциклах. Таким образом происходит всё больше и больше убийств, но продюсер фестиваля Белиал не хочет чтобы фестиваль сорвался, а вместе с ним были упущены деньги. Он поручает расследование смертей одной из журналисток, которая должна выйти на след жестоких убийц.

## В ролях
- Ллойд Кауфман — продюсер Белиал